# مقاطعة يورك (نبراسكا)
مقاطعة يورك (بالإنجليزية: York County)‏ هي إحدى مقاطعات ولاية نبراسكا في الولايات المتحدة الأمريكية.